# Sundance (musikgrupp)
Sundance var en svensk jazzgrupp.
Sundance bildades i mitten av 1970-talet i Göteborg efter att den amerikanske musikern Stephen Franckevich flyttat till Sverige. Han spelade trumpet, flygelhorn, valthorn och percussion), medan övriga medlemmar var Anita Nyman (sång), Salomon Helperin (trumpet och flygelhorn), Carl-Axel Hall  (piano, moog, mellotron och claviet), Harald Stenström (elbas, tuba),  Nils Nordin (trummor, percussion). Gruppen utgav 1976 albumet Sundance (EMI/Harvest E 062-35289) på vilket även Gilbert Holmström (flöjt och saxofon), Ahmadu Jarr (congas och percussion) och Ulf Wakenius (elgitarr) var gästsolister. Dessutom medverkade som studiomusiker Ingemar Brantelid (cello), Åke Edefors (trombon) samt Per-Olof Eriksson och Thord Svedlund (båda på violin) . Producent för inspelningen var Gunnar Lindqvist och gruppen, medan Bo Starander var ljudtekniker.